# María Magdalena Schiavone
María Magdalena Schiavone ( n. 1945 ) es una brióloga y taxónoma argentina.
En 1972 obtiene su licenciatura en Botánica en la Universidad Nacional de Tucumán, y el doctorado en 1976.
Ha desarrollado actividad científica en el "Departamento de Botánica", de la Universidad Nacional de Tucumán, en taxonomía de plantas nativas americanas.

## Algunas publicaciones
- g.m. Suárez, m.m. Schiavone. 2009. El género Pilopogon (Bryophyta, Dicranaceae) en la Argentina. Darwiniana 47 (2): 309-314 ISSN 0011-6793 artículo en línea

- m.m. Schiavone, g.m. Suárez. 2007. Las Thuidiaceae en el Noroeste de Argentina. Boletín Soc. Argent. Bot. 42 (3-4): 211-230 artículo en línea

- m.e. Mendiondo, m.m. Schiavone, g.m. Suárez, b.e. Juárez. 2005. Preliminary studies of flavonoids in two varieties of Thuidium peruvianum Mitt. (Thuidiaceae, Musci). Biocell 29: 101

- celina m. Matteri, m.m. Schiavone. 2004. New national and regional bryophyte records. Journal of Bryology

- --------------------------, ----------------------. 2003. New national or regional bryophyte records 7: 7. Hedwigidium integrifolium (P.Beauv.) Dix. En C.E.O. Jensen. (New to Argentina, Chubut Province). J. of Bryology 25(2): 142

- --------------------------, ----------------------. 2002. Catálogo de los musgos (Bryophyta) de la región Fueguina en Argentina y Chile. Rev. Museo Arg. Ccias Nat. 4(2): 111-138

- maría m. Schiavone, jaakko Hyvonen. 1992. Distribution maps of mosses from Tierra del Fuego, Argentina. Lindbergia 17: 47-49

- celina m. Matteri, m.m. Schiavone. 1988. Comunidades muscinales del suelo de los bosques de Nothofagus fueguinos. Monografías de la Academia de Ciencias Exactas, Físicas y Naturales Nº 4. Simposio sobre Nothofagus: 25-36

- ---------------------------, ----------------------. 1987. Algunas comunidades muscinales en los bosques de Nothofagus fueguinos. Res. 1.er. Simposio sobre Nothofagus: 30

- ---------------------------, ----------------------. 1987. Las comunidades muscinales de Bahía Buen Suceso, Tierra del Fuego. Res. XXI Jornadas Argentinas de Botánica, p. 19

- maría m. Schiavone, m.n. Rodríguez de Sarmiento. 1985. «Contribución al conocimiento de los musgos de la Argentina, I. Género Ephemerum Hamp.» Lilloa 36 (2)

### Capítulos de libros
- maría m. Schiavone. 1993. Bryophyta musci: Polytrichinales. Volumen 14, Parte 12 de Flora criptogámica de Tierra del Fuego: Orden Polytrichinales. S. A. Guarrera, I. Gamundi de Amos, C. M. Matteri, Maria M. Schiavone, Soili Stenros, Lidia I. Ferraro, Teuvo Ahti. Editor Fundación para la Educación, la Ciencia y la Cultura, 61 pp.

## Honores
Miembro de
- Sociedad Latinoamericana de Briología[2]

- La abreviatura «Schiavone» se emplea para indicar a María Magdalena Schiavone como autoridad en la descripción y clasificación científica de los vegetales.[3]